# DeMarcus Nelson
DeMarcus De’Juan Nelson (Oakland, California; 2 de noviembre de 1985) es un exjugador de baloncesto estadounidense. Mide 1,93 metros de altura y jugaba en la posición de escolta.

## Trayectoria deportiva

### High School
Asistió sus tres primeros años de instituto al Vallejo High School, jugando su último año en el Sheldon Senior High School. Tiene el récord absoluto del Estado de California de máximo anotador de instituto, con 3.462 puntos totales. Anotó 22 puntos en el McDonald's All-American de 2004, liderando al equipo del Oeste. Además fue elegido Mr. Basketball de California, y en el segundo equipo All-America de la revista Parade en su temporada sénior, tras promediar 30,3 puntos, 10,9 rebotes y 5,8 asistencias por partido.

### Universidad
Jugó durante cuatro temporadas con los Blue Devils de la Universidad de Duke. En su primera temporada fue elegido en el mejor quinteto de novatos de la Atlantic Coast Conference, tras promediar 6,2 puntos, 4,5 rebotes, 0,8 asistencias y 0,8 robos de balón en 19,2 minutos por partido, siendo uno de los únicos 5 jugadores del equipo que disputaron todos los partidos esa temporada.
En su segunda temporada sus promedios subieron hasta los 7,1 puntos y 3,4 rebotes por noche, jugando su mejor partido ante North Carolina, consiguiendo 17 puntos y 4 rebotes saliendo desde el banquillo. Ya en su temporada júnior empezó a ser reconocido como un gran jugador defensivo, siendo incluido en el mejor quinteto de la ACC de la especialidad. Sus promedios subieron hasta los 14,1 puntos, 5,4 rebotes y 2,0 asistencias.
En su último año como universitario fue elegido mejor defensor de la conferencia, siendo incluido en el segundo mejor quinteto, tras promediar 15,5 puntos, 9,0 rebotes, 4,5 asistencias y 1,5 robos de balón. Batió su marca personal de anotación ante la Universidad de Maryland al lograr 27 puntos el 27 de enero de 2008.

#### Estadísticas
| Temporada | P   | PT | TCC | TCI  | %TC  | TLC | TLC | %TL  | 3PC | 3PI | %T3  | REB | ASIS | ROB | TAP | PTS  | MEDIA |
| 2004-05   | 33  | 2  | 66  | 165  | .400 | 59  | 111 | .532 | 15  | 47  | .319 | 150 | 27   | 28  | 9   | 206  | 6.20  |
| 2005-06   | 24  | 7  | 61  | 135  | .452 | 24  | 37  | .649 | 25  | 61  | .410 | 82  | 29   | 20  | 3   | 171  | 7.10  |
| 2006-07   | 33  | 31 | 174 | 364  | .478 | 73  | 123 | .593 | 44  | 121 | .364 | 177 | 66   | 44  | 17  | 465  | 14.1  |
| 2007-08   | 34  | 34 | 172 | 351  | .490 | 110 | 183 | .601 | 40  | 103 | .388 | 197 | 100  | 53  | 11  | 494  | 14.5  |
| Total     | 124 | 74 | 473 | 1015 | .466 | 266 | 454 | .586 | 124 | 332 | .373 | 606 | 222  | 145 | 40  | 1336 | 10.8  |

### Profesional
A pesar de sus buenas cifras en su último año universitario, no fue elegido en el Draft de la NBA de 2008. Pero Chris Mullin, General Mánager de Golden State Warriors, se fijó en él, invitándole a participar con su equipo en la Liga de Verano disputada en Las Vegas, en la que promedió 5,8 puntos, 1,2 rebotes y 1,2 asistencias. Finalmente firmó contrato con los Warriors en septiembre de 2008.
En la temporada 2009-2010 participó en la liga italiana en las filas de Air Avellino promediando 8.9 puntos, 3.7 rebotes y 1.2 asistencias por partido en las 30 apariciones que tuvo con su camiseta. En agosto firma por una temporada con el equipo francés del Cholet Basket.
En 2015, Unicaja llega a un acuerdo con DeMarcus Nelson, hasta la fecha jugador del AS Mónaco, jugador con pasaporte serbio, que ha promediado esta campaña con el Mónaco, 9.7 puntos, 4.4 rebotes y 4.3 asistencias en PRO-A. El acuerdo es hasta final de temporada.

## Estadísticas de su carrera en la NBA

### Temporada regular
| Año     | Equipo       | PJ | PT | MPP  | %TC  | %3P  | %TL  | RPP | APP | ROB | TPP | PPP |
| ------- | ------------ | -- | -- | ---- | ---- | ---- | ---- | --- | --- | --- | --- | --- |
| 2008-09 | Golden State | 13 | 5  | 13.2 | .444 | .000 | .357 | 1.8 | 1.0 | .7  | .2  | 4.1 |
| Total   |              | 13 | 5  | 13.2 | .444 | .000 | .357 | 1.8 | 1.0 | .7  | .2  | 4.1 |